# Saulius
Saulius ist ein litauischer männlicher Vorname (abgeleitet von saulė, dt. ‚Sonne‘). Die weibliche Form ist Saulė. Der Name kommt auch als Familienname vor.

## Namensträger
- Saulius Arlauskas (* 1952), Rechtsphilosoph, Professor an der Mykolas-Romer-Universität
- Saulius Čaplinskas (* 1959), Virologe, Professor und Politiker,  Mitglied des Seimas
- Saulius Girdauskas (* 1970), Autosportler und Politiker
- Saulius Gricius (1963–1991), Politiker und Umweltschützer, Vizebürgermeister von Kaunas
- Saulius Grinkevičius (* 1959), Unternehmer und Politiker, Bürgermeister von Kėdainiai
- Saulius Jakimavičius (* 1973), Politiker, Seimas-Mitglied, Vizeminister der Landwirtschaft
- Saulius Karosas (1958–2019), Unternehmer
- Saulius Katuoka (* 1950), Seerechtler und Völkerrechtler, Professor
- Saulius Klevinskas (* 1984), Fußballtorhüter
- Saulius Kubiliūnas (1947–2012), Politiker, Bürgermeister
- Saulius Aloyzas Bernardas Kutas (* 1935), Politiker, Energieminister
- Saulius Lamanauskas (* vor 1970), Agrarpolitiker, Vizeminister
- Saulius Lapėnas (* 1962), Politiker, Seimas-Mitglied
- Saulius Mikoliūnas (* 1984), Fußballspieler
- Saulius Nefas (* 1960), Politiker, Bürgermeister von Anykščiai, Seimas-Mitglied
- Saulius Pečeliūnas (1956–2023), Politiker, Seimas-Mitglied
- Saulius Savickis (* 1972), Agrarpolitiker, Vizeminister
- Saulius Skvernelis (* 1970), Polizist und Politiker, Premierminister, Seimas-Mitglied, Innenminister, Generalpolizeikommissar
- Saulius Sondeckis (1928–2016), Dirigent, Professor, Ehrenbürger
- Saulius Šaltenis (* 1945), Journalist, Publizist, Kultusminister und Seimas-Mitglied
- Saulius Štombergas (* 1973), Basketballspieler
- Saulius Varnas (* 1948), Schauspieler und Regisseur

Zwischenname:
- Raimundas Saulius Baltuška (1937–2016), Flottenadmiral und Befehlshaber der litauischen Seestreitkräfte
- Liudvikas Saulius Razma (1938–2019), Rektor, Politiker, Mitglied des Seimas

## Familienname
- Rapolas Saulius (* 1996), litauischer Hürdenläufer